# シブがき隊
シブがき隊（シブがきたい）は、かつて存在した布川敏和、本木雅弘、薬丸裕英の3人からなるジャニーズ事務所所属の男性アイドルグループ。

## メンバー
|                                 | プロフィール                                     | 愛称     | イメージカラー |
| ------------------------------- | ------------------------------------------------ | -------- | -------------- |
| 布川 敏和 （ふかわ としかず）   | 1965年8月4日（59歳）、B型、神奈川県川崎市出身    | ふッくん | イエロー       |
| 本木 雅弘 （もとき まさひろ）   | 1965年12月21日（59歳）、A型、埼玉県桶川市出身    | もッくん | レッド         |
| 薬丸 裕英 （やくまる ひろひで） | 1966年2月19日（59歳）、B型、東京都武蔵村山市出身 | やッくん | ブルー         |

## 歴史
1981年4月から放送のTBSドラマ『2年B組仙八先生』に生徒役で出演中の、既にジャニーズ事務所所属の薬丸・布川・本木の3名により結成される。結成当初は「仙八トリオ」、「悪ガキトリオ」などと呼ばれていたが、1981年の夏に雑誌『セブンティーン』の一般公募によって『シブがきトリオ』に決定（グループ名の由来は「シブい"悪がき"」を意味）。その後まもなくして『シブがき隊』に改められた。当時の芸能界では三人組に「～トリオ」と名付けることが乱立しており、目立たせるため所属事務所の社長・ジャニー喜多川があえて「トリオ」から「隊」へと改名を施した。
『2年B組仙八先生』放送終了直後の1982年5月5日、「NAI・NAI 16」で歌手デビュー。デビュー当時のキャッチフレーズは「YMF 正面突破」。同期の女性アイドルには小泉今日子・早見優・松本伊代・堀ちえみ・三田寛子・中森明菜・後に薬丸の妻となる石川秀美ら「花の82年組」がおり、男性アイドルながらシブがき隊も「花の82年組」に入れられることもある。同年の『第24回日本レコード大賞』では最優秀新人賞を受賞。翌年以降もヒット曲を幾つも繰り出し、オリコンシングルチャートやテレビの歌謡ランキング番組では10位圏内へ常に入り込み、同事務所の先輩で先行デビューしていた田原俊彦・近藤真彦らに続き時代を代表する男性アイドルとなっていった。
シブがき隊の特徴としては、ジャポニズムの曲調が挙げられる。当時のアイドル界では、歌や踊りの実力よりもタレント個人がもつ魅力がより重視される傾向にあった。シブがき隊も歌や踊りのレベルをカバーするべく、楽曲の企画性（ノベルティソング）で話題を集める手法をとる。ジャニー喜多川が米国由来の芸能音楽を事務所の基本方針に据えていたため、米国から見た日本、すなわちジャポニズムの楽曲が多数制作された。この流れは後輩の忍者に受け継がれている。
歌手活動のほか、映画、CM、テレビドラマ、バラエティ番組など多岐にわたって活動。4年半続いたテレビ東京で放送の歌謡バラエティ番組『ザ・ヤングベストテン』後継番組『レッツGOアイドル』では司会進行も担うなどしてトーク術とコント力が身についていく。田原・近藤らとともに80年代前半の男性アイドルシーンを圧倒的にリードしていったが、1984年になると、前年デビューのチェッカーズや当時低迷していた老舗芸能事務所の渡辺プロダクションが起死回生に仕掛けた大型新人の吉川晃司らが台頭してくるようになる。その責任感の強さから仲間内で"リーダー"と呼ばれていた薬丸はそれらのライバルに闘志を燃やしていて距離感を取っていたが、楽天的な布川や本木は逆にチェッカーズや吉川と意気投合して仲良くなり、彼らが住んでいた合宿所にも遊びに行っていた。その為、薬丸は「ライバルと仲良くしている二人が信じられない」と憤慨し、そのことを本木と布川に叱責したことで本木、布川と不仲になってしまい、その後2対1の「いびつなトライアングル」状態となってしまった。
1985年末、シブがき隊と同時期に結成された同じ事務所所属の三人組男性アイドル・少年隊が満を持して歌手デビュー。同じ土俵へ上られたことにより、シブがき隊が持ち合わせていなかったその歌唱力とキレの鋭いダンスを目の当たりにして、メンバーらは「こりゃ絶対勝てないな」と思ったという。1986年、デビュー年から4年連続で出場してきた『NHK紅白歌合戦』に少年隊と入れ違いで落選したことが示すように、日の出の勢いであった少年隊に対し、シブがき隊が出すシングルは80年代前半よりも人気の面で勢いを失っていき、それまでのようにオリコンシングルチャートやランキング番組で10位圏内に入ることがだんだんと叶わなくなっていった。また、デビュー以来必ず三人一緒であったグループ活動から、1986年3月放送の布川単独出演のテレビドラマを皮切りに、各々がソロ活動をするようになっていく。ただし、それはテレビドラマとバラエティ番組出演に限られたことで、歌手活動においてはソロで行う者はなく、後の解隊（解散）まで三人一緒のシブがき隊としてシングルをコンスタントにリリースし続け、歌謡番組への出演も疎かにしなかった。
1988年8月7日の東京厚生年金会館におけるコンサートでグループの解散を示す解隊宣言を発表。同年11月2日の代々木第一体育館におけるコンサートをもって解隊した。通常コンサートでは写真撮影は禁止であるが、この解隊コンサートに限り写真撮影を解禁、観客席からは無数のフラッシュが光り続けたという。当時、各々ソロでの活動に比重が置かれるようになってグループとしての活動は霞んではいたが、解隊時はそれを記念して三人一緒の活動が設けられ、解隊の報告をするために幾つもの歌謡番組に出演したほか、三人が主演となったドラマも作られ放送されるなど、賑やかにその最後の花道を飾った。

## エピソード
当初本木がセンターの立ち位置だったが、歌手デビュー時に薬丸がセンターになり、途中から本木がセンターに戻った。
デビュー時センターに立っていたことや、責任感の強い性格から、薬丸は他のメンバーに「リーダー」と呼ばれることがあった。しかし実際には、特にリーダーは誰だということは決まっていなかった。
バックバンドは「シブ楽器隊」という名前であった。バンド名は事務所の社長・ジャニー喜多川が命名。
「ZOKKON 命」のイントロのフレーズにアメリカのロックバンド「ナイト・レンジャー」の代表曲「Don't Tell Me You Love Me」（当時の邦題/炎の彼方）のイントロのリフをそのまま使った事が音楽雑誌等でネタにされることがあった。
1985年3月16日、フジテレビのバラエティ番組『これがトリックだ！ III』の企画“オートバイ激突トリック、恐怖のクレーン・トリックに命がけで挑戦”のロケが品川区にある船の科学館駐車場で行われた。クレーンで吊り上げられたゴンドラからゴンドラへ瞬間移動するという内容で、当時、オートバイの免許を有していた薬丸が挑戦することになった。ロケ中盤、地上8メートル付近に吊られたゴンドラの蓋が開いた時、バイクの固定具が外れて、バランスを崩した薬丸はコンクリートの地面に落下。日本大学病院へ救急搬送された。ヘルメットを装着していたため、幸い頭部には大きな損傷はなかったが、右橈骨遠位端骨折、及び、尺骨茎状突起骨折と診断され入院した。翌17日からコンサートツアーが始まり、本木と布川の二人でステージを務めた。しかし、3人のステージを楽しみにしていたファンの失望は大きく、MCも盛り上がりに欠けたという。そこで、布川は新たに盛り上がる曲を作ろうとシブ楽器隊のベーシスト・葛口雅行と、当時まだ浸透していなかったラップ調の楽曲を制作した。これがのちに大ヒット曲となる「スシ食いねェ!」の基になった。
第37回NHK紅白歌合戦は当初出演予定が無かったが、当初の出演者が出演を辞退した後、急遽出場となった。紅白出場が落選となったメンバーは年末年始をハワイで過ごす予定でハワイに渡航していたが、急遽出場が決定した為すぐに帰国、空港からそのままNHKホールに直行し出演した。後日、薬丸がこの件について、一旦落選となった後に急遽出演が決まったことに対し、「かっこ悪いし帰りたくないよ。」って言ってたら、事務所の人から「帰ってきなさい！」って言われて、すぐに帰国したそうである。尚、薬丸はこの出場について、1回として出場と数えたくないらしく、トータルの出場回数を「4.5回」と表現した。尚、この回の出場がシブがき隊の紅白の最後と出演となり、少年隊との共演も最初で最後となった。

## 解隊の経緯・その後
解隊は、薬丸が「今後の方向性どうする?」と本木と布川に相談した際、元々俳優業に興味のあった本木が「業界そのものを辞めて、パリでもどっかでもいって、皿洗いでも何でもいいからしたいから、二人（薬丸と布川）に『辞めてもいいか』と言った」のがきっかけとなった。その話をした際に、二人とも目が点になっていたそうだが、薬丸は「僕はそれぞれにソロで仕事しても、当時の『ザ・ドリフターズ』みたいにまた3人で戻ってきて、特番やったり、グループの活動すればいいじゃないか」と解隊ではなく活動休止にしたらどうかと考えていた。しかし、布川は「本木がそう言うなら（解隊しても）いい」と賛同したため、意見が2対1となってしまった。また、ジャニーズ事務所からは後日少年隊や光GENJIがデビューしており、特に少年隊はバック転も出来、ダンスにかける思いも凄かったが、シブがき隊はバック転も出来なかった為、そんな少年隊を目の当たりにし「俺ら終わったな」と感じ、「このままシブがき隊として、お爺さんまでやっていけるのか? どうせなら人気のあるうちに解散しよう」と、3人で話し合って解散が決まった。後年、本木は「グループを終えさせてしまったのは私」、「私が暴走したので、こういう結果になった」と語った。
解隊後、本木と布川はジャニーズ事務所をすぐ離れた。薬丸は残ったが、その1年後にジャニーズ事務所を離れた。
解隊以来、3人が公の場に揃って出ることはなかった。しかし、本木も布川もそれぞれ薬丸が司会の『はなまるマーケット』「はなまるカフェ」にゲスト出演している。その後、本木主演の映画『おくりびと』が第81回アカデミー賞外国語映画賞を受賞した際、授賞式の翌朝、同番組でロサンゼルスより生中継にて薬丸が本木にインタビュー。久々に二人の共演が実現した。また、薬丸のレギュラー番組『オジサンズ11』に布川がゲスト出演し共演した。
2010年の夏に布川が"ふっくん布川"として「スシ食いねェ!」をもじった「そば食いねぇ!」でソロ・デビュー。解隊から22年振りの歌手活動。
2012年1月13日、TBS『ぴったんこカン・カン』で、スタジオに薬丸・VTRで本木（ドラマ「運命の人」番宣で沖縄）と布川（妻子とともに石垣島と"シブがき島"）が出演、同一番組内に解隊後初めて揃って出演となった（共演ではない）。

## 主な出演作品（ソロは除く）

### バラエティ番組
- ザ・ヤングベストテン （1981年 - 1982年、テレビ東京）
- レッツGOアイドル（1982年 - 1986年、テレビ東京）- 司会者
- 夕やけニャンニャン（1985年 - 1987年、フジテレビ）
- 欽ドン!お友達テレビ（1986年、フジテレビ）
- 今夜見納め!これが最後のシブがき隊（1988年、日本テレビ） 解散番組
- ザ・ベストテン（1982年-1988年、TBS）
- 夜のヒットスタジオ（1982年-1988年、フジテレビ）
- レッツゴーヤング（1982年-1986年、NHK総合）
- ヤンヤン歌うスタジオ（1982年-1987年、テレビ東京）
- 8時だョ!全員集合（1982年-1985年、TBS）ゲスト出演
- ミュージックステーション（1986年-1988年、テレビ朝日）
- 加トちゃんケンちゃんごきげんテレビ（1986年-1988年、TBS）
- 志村けんのだいじょうぶだぁ（1987年-1988年、フジテレビ）

### NHK紅白歌合戦出場歴
| 年度/放送回               | 回 | 曲目               | 出演順 | 対戦相手   | 備考                   |
| ------------------------- | -- | ------------------ | ------ | ---------- | ---------------------- |
| 1982年（昭和57年）/第33回 | 初 | 100%…SOかもね!     | 1/22   | 三原順子   | 白組トップバッター     |
| 1983年（昭和58年）/第34回 | 2  | 挑発∞              | 5/21   | 榊原郁恵   |                        |
| 1984年（昭和59年）/第35回 | 3  | アッパレ! フジヤマ | 1/20   | 早見優     | 白組トップバッター (2) |
| 1985年（昭和60年）/第36回 | 4  | スシ食いねェ!      | 2/20   | 河合奈保子 |                        |
| 1986年（昭和61年）/第37回 | 5  | トラ! トラ! トラ!  | 8/40   | 研ナオコ   |                        |

注意点
- 出演順は「出演順/出場者数」で表す。

### テレビドラマ
- 2年B組仙八先生（1981年 - 1982年、TBS）
- 女7人あつまれば（1982年 - 1983年、TBS）- 暴走族「黒蜥蜴」のメンバーという役柄
- 源さん（1983年5月16日 - 9月26日、日本テレビ、月曜スター劇場）
- 噂のポテトボーイ（1983年10月13日 - 1984年3月29日、TBS）
- オールスターアイドルドラマ「走れ青春42.195キロ」（1984年4月11日、テレビ東京）
- ふたりの恋人・殺し屋から愛をこめて!〜ロマンチック連続殺人（1984年8月18日、TBS）
- シブがき隊のスシ食いねェ!（1986年5月5日、フジテレビ、月曜ドラマランド）
- さよならは一度だけ…（1988年11月4日、フジテレビ、男と女のミステリー）

### 映画
- シブがき隊 ボーイズ & ガールズ（1982年7月10日公開、東映）
- 三等高校生（1982年12月18日公開、東宝）
- ヘッドフォン・ララバイ（1983年7月16日公開、東映）
- バロー・ギャングBC（1985年4月27日公開、東映）

### ラジオ
- シブがき隊 青春キャッチボール（TBSラジオ）
- シブがき隊 マジジェネレーション（TBSラジオ）
- シブがき隊のスーパーギャング（TBSラジオ・1986年4月～9月、木曜担当）
- ライオン リクエスト30・シブがき隊の俺たちマジだぜ!（文化放送）
- シブがきトリオ 夜をまるかじり!（ニッポン放送）
- シブがき隊 ホット!ヒット!!はっと!?（ニッポン放送・おりも政夫との共演）

### CM（ソロは除く）
- ハウス食品
  - リトルボール（1982年のグループ初CM）
  - おにぎり囃子
  - コロコロリン
  - グーチョコパー
- 牛乳石鹼
  - ラブジュ
  - 牛乳石鹸（進物用キャンペーン）
- サクラクレパス「ふちどりMARKER・メタリック」
- 小学館「マイアイドル」
- 日興證券（出演は無く、歌のみでの参加）

### みんなのうた
- スシ食いねェ!（1985年、NHK）

## ディスコグラフィ

### シングル
1. NAI・NAI 16（シックスティーン）（1982年5月5日）
2. 100%…SOかもね!（1982年7月21日）
3. ZIG ZAG セブンティーン/Gジャンブルース（1982年10月28日）
4. 処女的衝撃!（ヴァージンショック）（1983年2月25日）
5. ZOKKON 命（LOVE）（1983年5月5日）
6. Hey! Bep-pin（1983年8月8日）
7. 挑発∞（MUGENDAI）（1983年10月13日）
8. サムライ・ニッポン（1984年1月15日）
9. 喝!（カツ）（1984年3月30日）
10. キャッツ&ドッグ（1984年6月1日）
11. アッパレ! フジヤマ（1984年7月7日）
12. べらんめぇ! 伊達男（ダンディ）（1984年10月3日）
13. 男意ッ気（イッキ）（1985年1月11日）
14. DJ in My Life（1985年4月3日）
15. 月光淑女!（ムーン・ビーナス）（1985年6月29日）
16. KILL（1985年10月2日）
17. トラ! トラ! トラ!（1986年1月22日）
18. スシ食いねェ!（1986年2月1日）
19. OH! SUSHI（スシ食いねェ! 英語ヴァージョン）（1986年4月10日）
20. 飛んで火に入る夏の令嬢（1986年6月1日）
21. 千夜一夜キッス倶楽部（アラビアンキッスクラブ）（1986年9月5日）
22. 恋人達のBlvd.（ブールバード）（1986年11月21日）
23. ドリーム・ラッシュ（1987年3月21日）
24. 反逆のアジテイション（1987年7月22日）
25. 演歌なんて歌えない（1987年11月21日）
26. PSST PSST（プス プス）（1988年2月26日）
27. 恋するような友情を（1988年7月15日）
28. 君を忘れない（1988年10月8日）

### アルバム

#### オリジナル・アルバム
1. SHIBUGAKITAI Summer 16 ボーイズ＆ガールズ（1982年7月1日／28AH-1446）
2. for'83 -We come together, We'll run together-（1982年12月1日／28AH-1502）
3. 夏・Zokkon -Memories For You-（1983年7月1日／28AH-1547）
4. LOVE∞MUGENDAI（1983年11月21日／28AH-1660）
5. 純情元年五月五日 -LOVE from HONOLULU-（1984年5月5日／28AH-1715）
6. Honesty〜まじ〜（1984年12月8日／28AH-1810）
7. バローギャングBC -From桑港-（1985年4月21日／28AH-1848）
8. エキゾティック（1985年11月21日／28AH-1951）
9. 情熱的新世界 -PASSIONATE PARADISE-（1986年7月21日／28AH-2073）
10. HOROSCOPE（1986年12月21日／28AH-2127）
11. NEXT STAGE（1987年5月5日／28AH-2169）

#### ミニ・アルバム
1. 5th ANNIVERSARY（1986年5月5日）
  - 3人のソロ12inchシングル3枚と、7inchの特別メッセージ・シングル1枚がセットになった作品。

#### ライブ・アルバム
1. 解隊コンサート・ライブ（1988年12月9日）

#### ベスト・アルバム
1. THANKS（1983年12月24日）
2. シブがき隊 82-83（1985年4月21日）CD企画
3. BEST OF SHIBUGAKI-TAI（1986年1月22日）CD企画（CD選書：1995年3月8日）
4. Only You…（1988年7月21日）5曲入りミニ・アルバム
5. 2374DAYS（1988年8月19日）新曲「想い出を君の胸に」収録
6. GOLDEN J-POP/THE BEST シブがき隊（1998年8月21日）
7. シブがき隊 2000 BEST（2000年6月21日）
8. DREAM PRICE 1000 シブがき隊 NAI・NAI 16（2001年10月11日）
9. GOLDEN☆BEST シブがき隊（2002年6月19日）

#### サウンドトラック
1. PSST PSST（1988年3月16日）
  - シブがき隊主演のミュージカル『PSST PSST〜シブがき隊ROCK PERFORMANCE〜』のサントラ作品。

#### CD-BOX
1. シブがき隊 1982-1988（CD5枚組）（2008年6月10日）

#### 映像作品
1. 88.11.2シブがき隊解隊コンサート（1988年12月9日）

#### 未発表曲
※太文字はJASRACに登録されているもの
- ニューヨーク・イルミネーション
  - 作詞：嶺岸未来　作曲：菅原進　作品コード：063-3607-8
- I LOVE LONDON
  - 作詞：秋元康　作曲：後藤次利　作品コード：081-7903-4
- サヨナラだってお祭りさ! 
  - 1988年夏にレコーディングされたが発売中止

## タイアップ
| 曲名            | タイアップ                                                                         |
| --------------- | ---------------------------------------------------------------------------------- |
| 100%…SOかもね!  | CM：ハウス食品「リトルボール」                                                     |
| スシ食いねェ!   | フジテレビ系ドラマ『シブがき隊スシ食いねェ！』主題歌 NHKみんなのうた1985年12月-1月 |
| キャッツ&ドッグ | NHK総合 人形劇『ひげよさらば』オープニングテーマ                                   |
| 恋人達のBlvd.   | CM：日興證券（現・SMBC日興証券）                                                   |